# Strandibalonius yalomensis
Strandibalonius yalomensis is een hooiwagen uit de familie Podoctidae. De originele naamcombinatie (protoniem) is Metibalonius yalomensis Suzuki, 1982. Een volgende naamrecombinatie werd gepubliceerd als Strandibalonius yalomensis (Suzuki, 1982) in Kury et al. 2020. 